# Andromédidas
La lluvia de meteoritos de Andrómedidas está asociada con el cometa Biela y se produce cuando la Tierra pasa a través de antiguas corrientes dejadas por la cola del mismo. Se observó que el cometa se había desintegrado en 1846. Una mayor deriva de los trozos en 1852 sugirió que el momento de la ruptura fue en 1842 o principios de 1843, cuando el cometa estaba cerca de Júpiter.   La ruptura provocó lluvias particularmente espectaculares en ciclos posteriores (particularmente en 1872 y 1885). 
A principios del siglo XIX, antes de la desintegración del cometa 3D/Biela, el radiante estaba en Casiopea.  En el siglo pasado, el radiante de la moderna lluvia de meteoros más débil se encontraba generalmente en la constelación de Andrómeda, como sugiere el nombre de la lluvia, pero debido a su edad y dispersión, los meteoros pueden parecer provenir de constelaciones vecinas, como Piscis (cerca de la estrella Upsilon Piscium ), Triangulum y Cassiopeia.

## Apariciones históricas

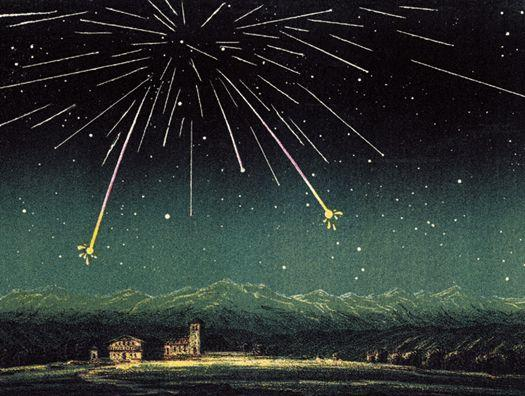
Las Andrómedidas del 27 de noviembre de 1872, producto de la desintegración del cometa Biela varias décadas antes.

El primer avistamiento conocido de las Andrómedidas fue el 6 de diciembre de 1741, sobre San Petersburgo, Rusia.  En 1798, 1825, 1830, 1838 y 1847 se produjeron más lluvias fuertes. Las Andrómedidas produjeron exhibiciones espectaculares de varios miles de meteoros por hora en 1872 y 1885, como resultado del cruce de la Tierra por la corriente de escombros del cometa. Schmidt, observando desde Atenas, dijo que la lluvia de 1872 estaba compuesta principalmente por meteoros débiles (de magnitud 5 a 6) con trenes " anchos y parecidos a humo " y una coloración predominantemente anaranjada o rojiza.  En Inglaterra, Lowe estimó que la misma lluvia produjo al menos 58.600 meteoros visibles entre las 5:50 y las 22:30 horas, observó que los meteoros eran mucho más lentos que las Leónidas y notó ruidos " como disparos muy distantes " varias veces al noroeste.  En Birmania, la lluvia de 1885 fue percibida como un presagio fatídico y, de hecho, fue seguida rápidamente por el colapso de la dinastía Konbaung y la conquista por Gran Bretaña. 
La lluvia del 27 de noviembre de 1885 fue la ocasión de la primera fotografía conocida de un meteoro, tomada por el astrónomo austrohúngaro Ladislaus Weinek, quien captó un rastro de 7 mm de largo en una placa en su estación de observación de Praga. 

## Actividad actual
Desde el siglo XIX, las Andrómedidas se han desvanecido tan sustancialmente que ya no son visibles a simple vista, aunque todavía se puede observar cierta actividad cada año a mediados de noviembre con el equipo de detección adecuado.  En los últimos años, la actividad máxima había sido de menos de tres meteoros por hora, alrededor del 9  al 14 de noviembre  La actividad andromedida de noviembre proviene de las corrientes más nuevas, mientras que la de principios de diciembre proviene de las más antiguas.
Los datos del Canadian Meteor Orbit Radar (CMOR) detectaron un pico de 30 meteoros por hora el 27 de noviembre de 2008.  El 4 de diciembre de 2011, seis estaciones de radar canadienses detectaron 50 meteoros en una hora y la actividad probablemente provenía de la corriente 1649.  Durante la lluvia de 2012 se produjo un máximo discreto el 9 de noviembre  El 8 de diciembre de 2013, el especialista en meteoritos Peter Brown informó que el radar canadiense de órbita de meteoritos había registrado una explosión de meteoros de Andrómedida alrededor  Los científicos postularon un retorno algo más débil en 2018, pero una producción de hasta 200 meteoros por hora en 2023.